# Enric Miralles
Enric Miralles i Moya, internationaal meestal aangeduid als Enric Miralles (Barcelona, 12 februari 1955 – Sant Feliu de Codines, 3 juli 2000) was een Spaans architect. Hij is vooral bekend vanwege zijn projecten voor de Olympische Spelen van Barcelona, de uitbreiding van het stadhuis van Utrecht, de nieuwbouw van het Schots Parlement in Edinburgh en enkele projecten in Hamburg.

## Biografische schets
Enric Miralles studeerde aan de Escola Tècnica Superior d'Arquitectura de Barcelona (ETSAB), waar hij in 1978 afstudeerde. Van 1973 tot 1978 werkte hij bij het architectenburau van Albert Viaplana en Helio Piñón in Barcelona, waar hij onder andere betrokken was bij het ontwerp van de Plaça dels Països Catalans, het voorplein van Station Barcelona Sants. In 1984, na deelname aan diverse architectuurprijsvragen, vormde hij een eigen praktijk samen met zijn eerste vrouw, de architecte Carme Pinós. Hun opzienbarende gebouwen kregen in het zich snel moderniserende Spanje van na Franco veel aandacht, ook internationaal, waardoor ze veel opdrachten kregen. In 1991 gingen Miralles en Pinós uit elkaar en vormden daarna beiden hun eigen praktijk.
In 1993 richtte Miralles een nieuwe praktijk op met zijn tweede vrouw, de Italiaanse Benedetta Tagliabue, onder de naam Miralles Tagliabue EMBT Architects. Na zijn vroege dood op 45-jarige leeftijd als gevolg van een hersentumor zette Tagliabue de praktijk aanvankelijk onder dezelfde naam voort. Later wijzigde ze de naam in Benedetta Tagliabue – EMBT Architects. De twee grootste projecten, het Schots Parlement in Edinburgh en de kantoortoren van het Spaanse gasbedrijf Gas Natural in Barcelona, werden eerst na zijn dood voltooid.

## Voltooide werken (selectie)

### Met Carme Pinós
- 1984-1986: La Llauna School, Badalona
- 1985: Luifel voor de Plaça Major, Parets del Vallès
- 1985-1994: Begraafplaats Igualada
- 1986-1992: Gemeentehuis van Balenyà
- 1986-1993: Kostschool in Morella
- 1987-1993: La Mina, gemeentehuis van Sant Adrià de Besòs
- 1988-1992: Woonhuis, Bellaterra, Barcelona
- 1989-1991: Olympische accommodatie boogschieten Olympische Zomerspelen 1992, Vall d'Hebrón, Barcelona
- 1988-1992: Sportcentrum in Huesca
- 1990-1991: Centrum voor ritmische gymnastiek, Alicante
- 1990-1992: Pergola voor de Passeig Nova Icària, Olympisch dorp, Barcelona

### MetBenedetta Tagliabue
- 1991-2001: Park Santa Rosa, Mollet del Vallès
- 1996-2000: Zes woonhuizen, Borneo-eiland, Amsterdam
- 1997-2000: Parc de Diagonal Mar, Barcelona
- 1997-2000: Uitbreiding stadhuis, Utrecht
- 1997-2001: Bibliotheek in Palafolls, Barcelona
- 1997-2001: Markthal en omgeving Mercat Santa Caterina, Barcelona
- 1998-2000: Uitbreiding Nationale Jeugdmuziekschool, Hamburg
- 1998-2004: Scottish Parliament Building, Edinburgh
- 1999: Maretas Museum, Lanzarote
- 1999-2006: Torre Mare Nostrum, hoofdkantoor Gas Natural (Naturgy), Barcelona
- 2002: Openbare ruimte HafenCity-West, Hamburg
- 2000-2005: Nieuwbouw architectuurfaculteit, Venetië

### Meubelontwerpen
- 1988: Silla Sentada (stoel voor Artespaña)
- 1993: Iñes (tafel voor een project in Grenoble)
- Leulakaapi, verrijdbaar kinderkamermeubel, ontworpen als een hommage aan Alvar Aalto[1]

## Prijzen, eredoctoraten, lidmaatschappen
- 1985: FAD-prijs (Foment Arts Decoratives)
- 1992: FAD-prijs
- 1995: Spaanse Architectuurprijs
- 1996: Gouden Leeuw van de Biënnale van Venetië
- 2002: Nederlandse Bouwprijs
- 2005: RIBA Stirling Prize voor het Schots Parlement